# Monika Zin
Monika Zin (* 1957) ist eine polnischstämmige, in Deutschland tätige Kunsthistorikerin mit Arbeitsschwerpunkten in der frühen buddhistischen Kunst Indiens und Zentralasiens.

## Leben
Sie studierte Theaterwissenschaft, Literatur und Kunstgeschichte an der Jagiellonen-Universität in Krakau (1981 Magister) und Bühnenbild an der Akademie der bildenden Künste. An der Universität München folgte das Studium der Indologie und Indischen Kunstgeschichte. Nach Promotion 1990 und Habilitation 2000 in München, arbeitete sie bis 2015 als außerplanmäßige Professorin für indische Kunstgeschichte.
Seit 2016 ist sie Arbeitsstellenleiterin des Forschungsvorhabens Wissenschaftliche Bearbeitung der buddhistischen Höhlenmalereien in der Kuča-Region der nördlichen Seidenstraße der Sächsischen Akademie der Wissenschaften in Leipzig. Seit 2017 Honorarprofessorin am Institut für Indologie und Zentralasienwissenschaften der Universität Leipzig.

## Forschungsschwerpunkte
Zin arbeitet vor allem über die Kunst des frühen Buddhismus in Süd- und Zentralasien und hier über die erzählenden Malereien und Reliefs; zu ihren besonderen Arbeitsschwerpunkten zählen neben den Höhlenanlagen von Ajanta die Kunst der buddhistischen Zentren im heutigen indischen Bundesstaat Andhra Pradesh (Amaravati, Nagarjunakonda etc.), und die Region Kucha (heutige Provinz Xinjiang, VR China) an der nördlichen Seidenstraße.

## Schriften (Auswahl)
- Udayana-Schauspiele aus Trivandrum in der Entwicklungsgeschichte der Udayana-Erzählung. (Dissertation) München 1990, OCLC 37877178.
- Devotionale und ornamentale Malereien. Band 1: Interpretation, Band 2: Tafeln. Harrassowitz, Wiesbaden 2003, ISBN 3-447-04517-5.
- Guide to the Ajanta Paintings, 2, Devotional and Ornamental Paintings, Munshiram, Delhi 2003, ISBN 978-81-21510-84-4.
- Mitleid und Wunderkraft. Schwierige Bekehrungen und ihre Ikonographie im indischen Buddhismus. Harrassowitz, Wiesbaden 2006, ISBN 3-447-05465-4.
- mit Dieter Schlingloff: Saṃsāracakra. Das Rad der Wiedergeburten in der indischen Überlieferung. Iudicium, Düsseldorf 2007, ISBN 978-3-89129-695-0.
- The Kanaganahalli Stūpa. An Analysis of the 60 Massive Slabs Covering the Dome. Aryan Books, New Delhi 2018, ISBN 978-8-17305-589-8.
- mit Ines Konczak-Nagel: Essays and Studies in the Art of Kucha. Dev Publishers, New Delhi 2020 (Leipzig Kucha Studies 1), ISBN 978-9-38749-626-2.
- Representation of the Parinirvāṇa Story Cycle in Kucha. Dev Publishers, New Delhi 2020, ISBN 978-93-87496-38-5.